# Lonchorhina marinkellei
Lonchorhina marinkellei — вид родини листконосові (Phyllostomidae), ссавець ряду лиликоподібні (Vespertilioniformes, seu Chiroptera).

## Середовище проживання
Країни поширення: Колумбія. Відомий з двох населених пунктів у Колумбії. Один із зразків з 200 м над рівнем моря. Пов'язаних з тропічними вологими лісами, які є неторканими.

## Звички
Харчується комахами. Живе в печерних утвореннях, в гранітних оголеннях.

## Загрози та охорона
Типове місцеперебування швидко перетворюються.